# Sălcioara, Tulcea
Sălcioara este un sat în comuna Jurilovca din județul Tulcea, Dobrogea, România. Se află în partea de sud a județului, pe malul estic al lacului Razim.

## Denumire
Vechile nume ale localității a fost Karamankioi (Caramanchioi), Vintilă Brătianu și 6 Martie.
Sălcioara - atestată în secolul XVII - sat turcesc la origine, este colonizat la începutul secolului al XIX -lea cu bulgari, iar după 1878 cu veterani ai Razboiului de Independență.